# Houston Dynamo 2
El Houston Dynamo 2 es un equipo de fútbol de Estados Unidos que juega en la MLS Next Pro, la tercera división nacional.

## Historia
Fue fundado el 6 de diciembre de 2021 en la ciudad de Houston, Texas como el equipo filial del Houston Dynamo de la Major League Soccer luego de que se le otorgara una plaza en la MLS Next Pro para su temporada inaugural en 2022.

## Jugadores

### Plantel 2024
- Incluye jugadores cedidos del primer equipo, de las inferiores y a prueba.